# Fußballer des Jahres in Mexiko
In Mexiko wird die Fußballmeisterschaft in der Primera División in jeweils zwei halbjährigen, eigenständigen Wettbewerben ausgespielt. Diese werden Apertura und Clausura genannt. Die Clausura findet von Januar bis Juli, die Apertura von August bis Dezember statt. Früher hießen die beiden Spielzeiten invierno und verano (Winter und Sommer).
Dementsprechend gibt es auch zweimal im Jahr die Auszeichnung zum Fußballer des Jahres. Daneben werden auch der beste Torhüter und der beste Nachwuchsspieler ausgezeichnet. Vor 1997 wurden die Auszeichnungen für ein komplettes Jahr vergeben, 2001/02 gab es keine Ehrungen, da die Verantwortlichen vergaßen, eine Wahl auszurichten.
| Spielzeit     | Bester Spieler                                                | Bester Torhüter                               | Bester Nachwuchsspieler                                 |
| 2020/2021     | Jonathan Rodríguez (Uruguay, CD Cruz Azul)                    | Jesús Corona (CD Cruz Azu)                    | Víctor Guzmán (Club Tijuana)                            |
| 2019/2020     | keine Wahl                                                    | keine Wahl                                    | keine Wahl                                              |
| 2018/2019     | Guido Rodríguez (Argentinien, Club América)                   | Agustín Marchesín (Argentinien, Club América) | Sebastián Jurado (CD Veracruz)                          |
| 2017/2018     | Rubens Sambueza (Argentinien, Deportivo Toluca)               | Marcelo Barovero (Argentinien, Club Necaxa)   | Jonathan González (CF Monterrey)                        |
| 2016/2017     | Raúl Ruidíaz (Peru, Atlético Morelia)                         | Rodolfo Cota (Deportivo Guadalajara)          | Gael Sandoval (Santos Laguna)                           |
| 2015/2016     | André-Pierre Gignac (Frankreich, UANL Tigres)                 | Agustín Marchesín (Argentinien, Club América) | César Montes (CF Monterrey)                             |
| 2014          | keine Wahl                                                    | keine Wahl                                    | keine Wahl                                              |
| 2013          | keine Wahl                                                    | keine Wahl                                    | keine Wahl                                              |
| Clausura 2012 | Oribe Peralta (Mexiko, Santos Laguna)                         |                                               |                                                         |
| Clausura 2011 | Lucas Lobos (Mexiko, UANL Tigres)                             |                                               |                                                         |
| Apertura 2011 | Lucas Lobos (Mexiko, UANL Tigres)                             |                                               |                                                         |
| Clausura 2010 | Zinha (Mexiko, Deportivo Toluca)                              |                                               |                                                         |
| Apertura 2010 | Humberto Suazo (Chile, CF Monterrey)                          |                                               |                                                         |
| Clausura 2009 | Christian Giménez (Argentinien, Deportivo Toluca)             |                                               |                                                         |
| Apertura 2009 | Humberto Suazo (Chile, CF Monterrey)                          |                                               |                                                         |
| Clausura 2008 | Christian Benítez (Ecuador, Santos Laguna)                    |                                               |                                                         |
| Apertura 2008 | Zinha (Mexiko, Deportivo Toluca)                              |                                               |                                                         |
| Clausura 2007 | Cuauhtémoc Blanco (Mexiko, Club América)                      |                                               |                                                         |
| Apertura 2007 | Daniel Ludueña (Argentinien, Santos Laguna)                   |                                               |                                                         |
| Clausura 2006 | Walter Gaitán (Argentinien, UANL Tigres)                      |                                               |                                                         |
| Apertura 2006 | Vicente Sánchez (Uruguay, Deportivo Toluca)                   |                                               |                                                         |
| Apertura 2005 | Oswaldo Sánchez (Mexiko, Deportivo Guadalajara)               |                                               |                                                         |
| 2004/2005     | Cuauhtémoc Blanco (Mexiko, Atletico San Luis u. Club América) |                                               |                                                         |
| 2003/2004     | Oswaldo Sánchez (Mexiko, Deportivo Guadalajara)               |                                               |                                                         |
| Clausura 2003 | Guillermo Franco (Argentinien, CF Monterrey)                  | Oswaldo Sánchez (Deportivo Guadalajara)       | Jesús Corona (CF Atlas)                                 |
| Apertura 2002 | José Saturnino Cardozo (Paraguay, CF Monterrey)               | Oswaldo Sánchez (Deportivo Toluca)            | Omar Bravo (Deportivo Guadalajara)                      |
| 2001/2002     | keine Wahl                                                    | keine Wahl                                    | keine Wahl                                              |
| Sommer 2001   | Jared Borgetti (Mexiko, Santos Laguna)                        | Adrián Martínez (Santos Laguna)               | Melvin Brown (CD Cruz Azul) Sergio Santana (CF Pachuca) |
| Winter 2000   | Jared Borgetti (Mexiko, Santos Laguna)                        | Oswaldo Sánchez (Deportivo Guadalajara)       | Antonio de Nigris (CF Monterrey)                        |
| Sommer 2000   | Víctor Ruiz (Mexiko, Deportivo Toluca)                        | Adrián Martínez (Santos Laguna)               | Luis I. González (UNAM Pumas)                           |
| Winter 1999   | Jesús Olalde (Mexiko, UNAM Pumas)                             | Adolfo Ríos (Mexiko, Club América)            | Luis Ernesto Pérez (Necaxa)                             |
| Sommer 1999   | Fabián Estay (Chile, Deportivo Toluca)                        | Erubey Cabuto (CF Atlas)                      | Daniel Osorno (CF Atlas)                                |
| Winter 1998   | Cuauhtémoc Blanco (Mexiko, Club América)                      | Adolfo Ríos (Necaxa)                          | Mario Méndez (CF Atlas)                                 |
| Sommer 1998   | Fabián Estay (Chile, Deportivo Toluca)                        | Adolfo Ríos (Necaxa)                          | Cesáreo Victorino (CF Pachuca)                          |
| Winter 1997   | Fabián Estay (Chile, Deportivo Toluca)                        | Adolfo Ríos (Necaxa)                          | Miguel Zepeda (CF Atlas)                                |
| 1996/1997     | Alberto Coyote (Mexiko, Deportivo Guadalajara)                | Adolfo Ríos (CD Veracruz)                     | Emilio Mora (Monarcas Morelia)                          |
| 1994/1995     |                                                               | Jorge Campos (UNAM Pumas)                     | Francisco Palencia (CD Cruz Azul)                       |
| 1993/1994     |                                                               | Jorge Campos (UNAM Pumas)                     |                                                         |
| 1992/1993     |                                                               | Jorge Campos (UNAM Pumas)                     |                                                         |
| 1991/1992     |                                                               | Jorge Campos (UNAM Pumas)                     |                                                         |
| 1990/1991     |                                                               | Jorge Campos (UNAM Pumas)                     | Ramón Ramírez (Santos Laguna)                           |
| 1989/1990     |                                                               |                                               |                                                         |
| 1988/1989     |                                                               |                                               |                                                         |
| 1987/1988     |                                                               |                                               |                                                         |
| 1986/1987     |                                                               |                                               |                                                         |
| 1985/1986     |                                                               |                                               |                                                         |
| 1984/1985     |                                                               |                                               | Alberto García Aspe (UNAM Pumas)                        |